# Мичиру Каслс
Мичиру Каслс (англ. Michiru Castles F. C.) — малавийский футбольный клуб из города Блантайр. Выступает в высшем дивизионе чемпионата Малави — Суперлиге. Клуб играет на стадионе «Малави Каслс» (29 тысяч зрителей), на котором также выступает сборная страны.
«Мичиру Каслс» считается старейшим футбольным клубом Малави. На счету клуба одна победа в чемпионате Малави — в 1977 году. Первоначально клуб носил название «Hardware Stars», затем до 2001 года — «ACT Stars». В 2003 году «Мичиру Каслс» вылетел из высшего дивизиона.
В 2006 году клуб выиграл турнир южной зоны первого дивизиона чемпионата страны  и вернулся в высший дивизион. В дебютном сезоне 2007 года «Мичиру Каслс» занял 12 место, в сезоне 2008 года после первого круга идёт последним.
Прозвище команды «Красные звёзды» (из-за эмблемы) цвета формы — чёрно-красные в различных вариациях.
Отличительная черта клуба — бедность, порой команде даже не в чем играть, хотя команда и базируется в одном из крупнейших городов Малави — Блантайр.
Стадион клуба «Малави Кастл» (в переводе с английского «замок Малави»), построен на месте крепости, где местные аборигены довольно долго сопротивлялись игу европейцев.